# 畠中尚志
畠中 尚志（はたなか なおし、1899年10月4日- 1980年5月30日）は、日本の哲学者、翻訳家。主としてスピノザの翻訳で知られる。

## 経歴
宮城県出身。旧制第二高等学校在学中から様々な病魔に苦しみ、果てには脊椎カリエスにかかる。東京帝国大学法学部中退後、福岡県で治療中の1928年ごろに『知性改善論』の翻訳を大学ノートに書き始め、3冊分たまったところで岩波書店に相談して出隆を紹介され、1931年に出版。印税の一部は右腎臓の摘出手術代として支払われた。
妹婿が秋山六郎兵衛、娘はドイツ文学者・東北大学名誉教授の畠中美菜子。

## 著作
- 『畠中尚志全文集』（國分功一郎, 畠中美菜子編・解説、講談社学術文庫） 2022.12

### 翻訳
- 『哲学の慰め』（ボエティウス、岩波文庫） 1938
- 『アベラールとエロイーズ 愛と修道の手紙』（岩波文庫） 1939、改版1964
- 『フランダースの犬』（ウィーダ、岩波少年文庫） 1957

バールーフ・デ・スピノザ
- 『知性改善論』（岩波文庫） 1931、改版1968
- 『国家論』（岩波文庫） 1940、改版1980
- 『神学・政治論』上・下（岩波文庫） 1944
- 『エチカ 倫理学』上・下（岩波文庫） 1951、改版 1975、ワイド版 2006
- 『神・人間及び人間の幸福に関する短論文』（岩波文庫） 1955
- 『スピノザ往復書簡集』（岩波文庫） 1958
- 『デカルトの哲学原理』（岩波文庫） 1959
- 『思想の自由について』（理想社） 1967